# Gran Puente de Tianjin
El Gran Puente de Tianjin es el segundo puente más largo del mundo. Construido como parte de la línea de alta velocidad Pekín-Shanghái y la línea interurbana Pekín-Tianjin. La construcción comenzó en 2008 y, al terminar en 2010, tenía una longitud de 113,7 km. El puente se abrió en junio de 2011.
Se inicia un poco al sureste de Pekín, al sur de la estación de tren. Cruza dos distritos de Langfang hasta llegar al centro de la parte norte de la ciudad de Tianjin.